# Le Caravelle
Le Caravelle è un parco acquatico situato a Ceriale a tema Scoperta dell'America. Il parco, inaugurato il 15 luglio 1989, si estende su circa 80000 m², a cui si aggiungono  circa 15.000 m² di parcheggio e attira, mediamente, circa 120.000 utenti all'anno. Dal 15 febbraio 2021 fa parte della società italiana Costa Edutainment.

## Storia
Nell'agosto del 1988, la società Marina S.r.l., di proprietà della famiglia Murialdo e con sede a Loano, ottenne i permessi dal comune di Ceriale per la costruzione di un parco acquatico, sulla falsa riga dell'allora recente apertura di alcuni parchi simili (in particolare il Zygofolis di Nizza) . I lavori cominciano nell'autunno dello stesso anno, in un'area di 65000 m² (aumentati, negli anni, agli attuali 80.000) alle pendici della riserva naturale regionale di Rio Torsero; sebbene i lavori si concluderanno nel 1992, l'inaugurazione del parco avviene il 15 luglio del 1989. Il primo anno di apertura fu gravato da una serie di piccoli incidenti che, fortunatamente, non hanno portato a conseguenze serie.

Nel 1993 apre il  in un'area adiacente al parco, il Caravelle Village (fino al 2022 Villaggio di Ciribì), un camping appartenente alla stessa azienda e convenzionato con la struttura. Nel 2018, il comune rinnova la concessione per altri 25 anni per la gestione del comprensorio su cui sorge il parco acquatico. Nello stesso anno Marina Murialdo, figlia del fondatore e direttrice delle Caravelle dal 1990, cade in coma a causa di un incidente domestico.
Il 15 febbraio 2021, l'imprenditore genovese Beppe Costa acquisisce, tramite la Poggio 13, controllata dalla Costa Edutaiment, il parco Le caravelle per 6 milioni di €.

## Attrazioni
Il parco presenta 19 attrazioni, di cui 14 acquatiche, 5 aree ristoro. Particolare attenzione è stata dedicata alla ricostruzione dell'ambientazione, con la riproduzione della Porta Soprana all'ingresso del parco, delle tre caravelle di e alcune statue caricaturali di Cristoforo Colombo stesso.

### Attrazioni Acquatiche
- Piscina a onde (1989): piscina ad onde di 2500 m² circa, rappresentate l'Oceano Atlantico, con un settore (Laguna baby) dedicato ai bambini in cui è presente la riproduzione della caravella Santa María. Nella vasca si organizzano anche sessioni di aquagym[14]; in passato è stata sede di partite di pallanuoto e canoa-polo[6].
- Piscina baby (1989): piscina per bambini; sono presenti due scivoli a tema indios (uno tipo toboga e uno tipo pista larga) e le riproduzioni delle caravelle Niña e Pinta.
- Toboga (1989): 3 acquascivoli di tipo "toboga", due più lenti (contraddistinti dal colore azzurro) ed uno più rapido (giallo).
- Kamikaze(1989): 2 acquascivoli di tipo "kamikaze" a tema Lanterna di Genova.
- Multipista (1989): 5 acquascivoli affiancati di tipo "sliding hill".
- Foam: 2 acquascivoli affiancati di tipo "pista larga"
- Toboga baby: 2 acquascivoli di tipo "toboga" per bambini, uno più lento (giallo) e uno più rapido (rosso).
- Rapide del Rio Bravo (1996): percorso a "fiume rapido" su gommone, lungo 400 metri, una parte all'aperto e una parte al coperto (Antro di Huracan)[15].
- Rapide del Rio Colorado (2005): percorso a "fiume rapido" su gommone, lungo 220 metri, una parte all'aperto e una parte al chiuso ("percorso a "black hole") [16].
- Fiume lento: percorso a "fiume lento" con tre vasche idromassaggio.
- Polpo magico: acquascivoli per bambini a tema animali

### Attrazioni terrestri
- Area beach Volley - due campi attrezzati per il beach volley
- Aquadance - pista da ballo con una serie di ugelli a spruzzo d'acqua dal pavimento
- Bazar - area commerciale con attrazioni per bambini (scivoli, piscina di palline)

### Area benessere
Nel 2011 è stata inaugurata la Sorgente del Cuore (fino al 2022 "Sorgente del Kuore"), l'area benessere e relax del parco per il cui accesso, vietato ai minori di 16 anni, è necessario pagare un supplemento sul costo del biglietto di ingresso al parco. i lavori termineranno definitivamente nel 2013. Le diverse attrazioni sono contraddistinte da nomi tipicamente liguri.
- A'creuza: Percorso Kneipp
- A'Sciumea: idromassaggio a cascata tiepida
- I ruggi: idromassaggio a getto tiepido
- A'grigua - A'stria - U recantu: grotte con idromassaggi a piscina
- U prebbugiun - Sauna umida
- Sensa sprescia: panche per rilassamento
- Trei strisse: docce

### Attrazioni passate
- Calcio Saponato (1989-2000): campo per il calcio saponato, sostituito dai campi da beach volley.
- Baby Indian River: percorso a "fiume lento" per bambini
- Rapide del Rio bravo: (1996-2005) [15]. È stato sostituito dal "Rio Colorado" nel 2005.